# Marseillois
Die Marseillois (auch als Marseillais bezeichnet) war ein 74-Kanonen-Linienschiff 2. Ranges der französischen Marine, das von 1767 bis 1794 in Dienst stand.

## Geschichte

### Entwicklungsgeschichte
Im Siebenjährigen Krieg hatte die französische Marine den Verlust von 32 Linienschiffen – dreizehn in Einzelgefechten, zwei in der Schlacht von Cartagena, fünf bei der Belagerung von Louisbourg, fünf in der Schlacht von Lagos und sieben in der Schlacht in der Bucht von Quiberon – hinnehmen müssen. Da der französische Staat aber den Wiederaufbau der Marine mit herkömmlichen Mitteln nicht finanzieren konnte, entwickelte der Marineminister Étienne-François de Choiseul daher den Plan (Don des vaisseaux), die benötigten neuen Schiffe direkt von den französischen Städten und Provinzen finanzieren zu lassen. Auf diesem Weg konnten die Mittel für 17 Schiffe beschafft werden, darunter auch von der Handelskammer von Marseille.

### Bau
Die spätere Marseillois wurde am 16. Januar 1762 bestellt und von dem Marinearchitekten Joseph-Marie-Blaise Coulomb entworfen. Sie wurde im Februar 1763 unter der Bauaufsicht des Schiffbaumeisters Joseph Véronique-Charles Chapelle im Marinearsenal von Toulon auf Kiel gelegt. Der Stapellauf erfolgte am 16. Juli 1766 und die Indienststellung im November 1767.

### Einsatzgeschichte
Sie wurde während des amerikanischen Unabhängigkeitskrieges eingesetzt. Dabei kämpfte sie am 18. August 1778 gegen das britische 50-Kanonen-Linienschiff Preston und in den Seeschlachten von St. Lucia, Grenada, Fort Royal, der Chesapeake Bay, St. Kitts und den  Les Saintes.

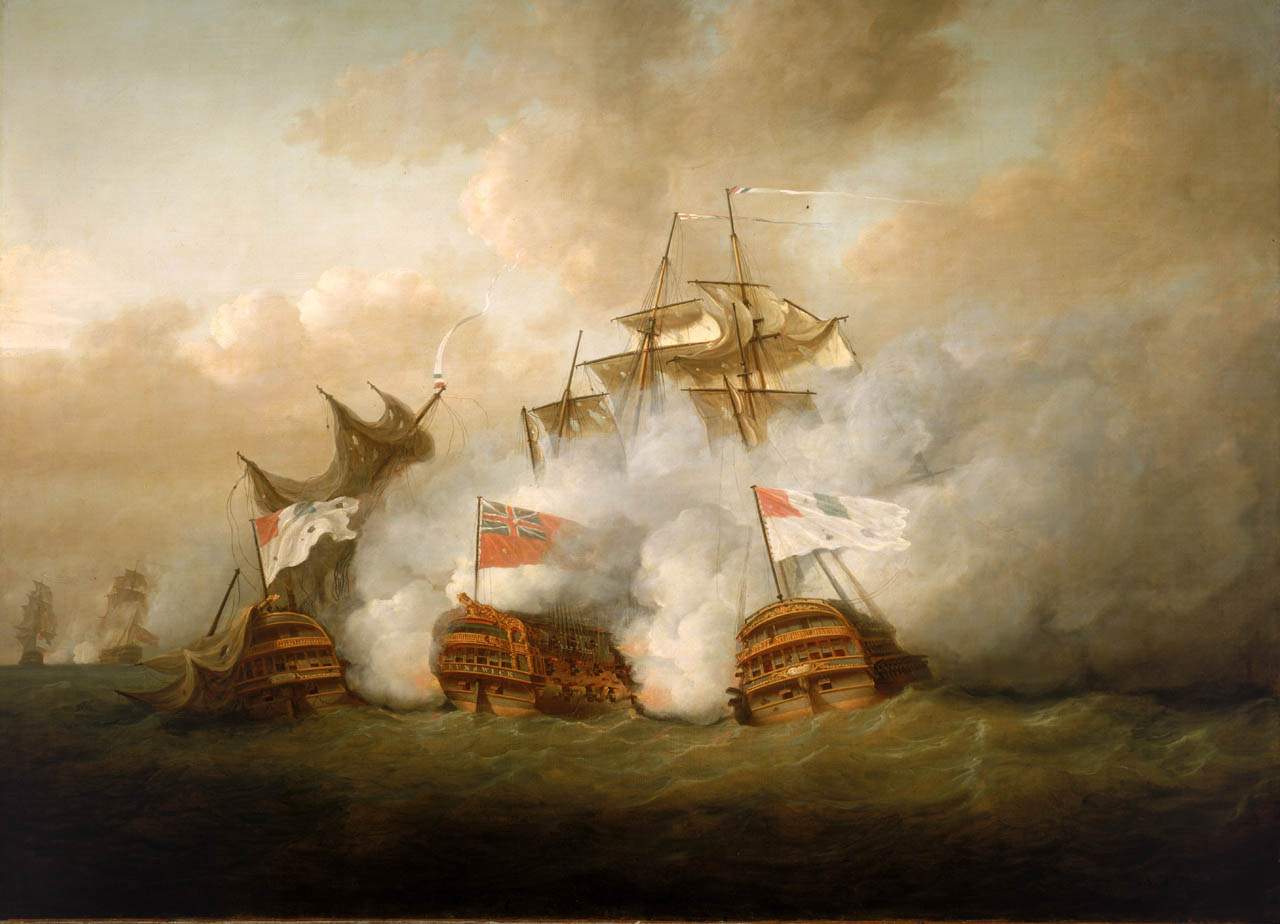
Die Vengeur du Peuple (rechts) und Achille (links) im Gefecht mit HMS Brunswick (Mitte), während der Seeschlacht am 13. Prairial

Im Jahr 1792 wurde das Schiff in Vengeur du Peuple bzw. Vengeur (Rächer des Volkes bzw. Rächer) umbenannt. Am 16. April desselben Jahres schloss sie sich vor Brest dem Geschwader von Villaret-Joyeuse an. Dieser Flottenverband lieferte sich am 1. Juni 1794, bei Sicherung eines Getreidekonvois aus Amerika, mit einem britischen Geschwader die Seeschlacht am 13. Prairial. Dabei wurde die Vengeur du Peuple in einen vier Stunden andauernden heftigen Kampf gegen die HMS Brunswick auf 47° 24′ N, 17° 28′ W verwickelt. Am Ende hatte sie alle drei Masten verloren und Wassereinbrüche in allen Räumen; zudem war ein Drittel ihrer Mannschaft kampfunfähig. Sie ergab sich und britische Schiffe bargen an die 400 Mann der Besatzung, darunter auch ihren Kapitän Jean-Françcois Renaudin. Die Verletzten und einige Seeleute, die auf dem Schiff bleiben wollten, gingen mit der Schiff unter.
Die ersten Berichte, die den Abgeordneten des Nationalkonvents in Paris geschickt wurden, berichteten vom Verlust eines Schiffs, der Vengeur du Peuple, die, mit ihrer ganzen Mannschaft rufend „Vive la Patrie, vive la République!“ („Es lebe das Vaterland, es lebe die Republik!“), untergegangen wäre. Bei den bis dahin schlechten Leistungen der französischen Revolutionsmarine ist daraus prompt ein Mythos entstanden. Ein Modell der Vengeur du Peuple wurde ins Panthéon gehängt, und ein Schiff, das schon in Bau in Brest war, erhielt im Gedenken an den „berühmten“ Vorgänger den Namen Vengeur.
Das Thema inspirierte auch Künstler: der Dichter André Chénier schrieb lobpreisende Verse, der Komponist Charles Simon Catel und der Lyriker Ponce-Denis Écouchard-Lebrun machten eine Ode für Bariton und Orchester, und der Untergang wurde von zahlreichen Malern thematisiert.

## Technische Beschreibung

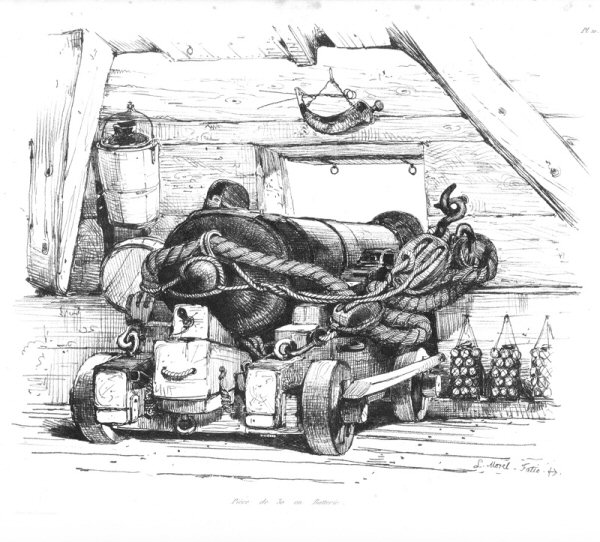
Zeichnung eines französischen
36-Pfünders

Die Marseillois war als Batterieschiff mit zwei durchgehenden Geschützdecks konzipiert und hatte eine Länge von 54,57 Metern (Geschützdeck) bzw. 47,59 Metern (Kiel), eine Breite von 14,02 Metern und einen Tiefgang von 6,85 Metern bei einer Vermessung von 1.550 tons (bm) bzw. Verdrängung von 2.900 Tonnen.
Das Schiff war in der damals üblichen Rahtakelage als Fregattschiff mit drei Masten (Fockmast, Großmast und Kreuzmast) ausgeführt. Die Masten und Rahen bestanden aus Kiefernholz, während das circa 80 Tonnen schwere Tauwerk und die circa 2500 m² großen Segel aus Hanf bestanden. Ein zweiter Satz, Segel und Tauwerk wurde im Laderaum als Reserve mitgeführt.
Der aus Eichenholz bestehende Rumpf schloss im Heckbereich mit einem Heckspiegel, in den Galerien integriert waren, die in die seitlich angebrachten Seitengalerien mündeten. Diese waren aus Repräsentationsgründen durch zeitspezifische Schnitzereien und Bildhauerarbeiten geschmückt und bestanden aus Ulmen-, Linden-, Pappel- und Nussbaumholz. Die Beplankung war kraweel ausgeführt, das heißt, die Enden der Planken stießen stumpf aufeinander, so dass eine glatte Außenfläche entstand.
Die Bewaffnung bestand aus 74 Kanonen in unterschiedlichen Kalibern und verteilte sich auf die verschiedenen Decks
|        | Unteres Batteriedeck | Oberes Batteriedeck | Backdeck      | Achterdeck     | Kanonen (Geschossgewicht) |
| ------ | -------------------- | ------------------- | ------------- | -------------- | ------------------------- |
| Design | 28 × 36-Pfünder      | 30 × 18-Pfünder     | 6 × 8-Pfünder | 10 × 8-Pfünder | 74 Kanonen (410 kg)       |

## Besatzung
Die Besatzung hatte im Frieden eine Stärke von 656 und im Krieg von 721 Mann (6 Offizieren und 650 bzw. 715 Unteroffizieren bzw. Mannschaften).

## Bemerkungen
1. ↑  Die französische Einteilung in Rangklassen wich von der britischen ab. Zum Zeitpunkt der Indienststellung der Marseillois waren französische Schiffe Zweiten Ranges Zweidecker mit 74 Kanonen.